# Bruno Pilaš
Bruno Pilaš (Zagabria, 21 novembre 1950 – Oakville, 11 giugno 2011) è stato un calciatore jugoslavo naturalizzato canadese, di ruolo attaccante.

## Carriera
Nella nativa Jugoslavia militò nella Dinamo Zagabria. Trasferitosi in Canada, nella stagione 1971 con il Toronto Croatia si aggiudica la National Soccer League segnando la rete decisiva nella finale dell'11 ottobre 1971 vinta per 1-0 contro i First Portuguese.
Nel 1973 è ingaggiato dalla franchigia NASL dei Toronto Metros. Nella stagione 1973 con la sua squadra vince la Northern Division, perdendo poi le semifinali contro i futuri campioni dei Philadelphia Atoms. La stagione seguente invece non riesce a superare la fase a gironi del torneo. Dopo aver raggiunto i quarti di finale nella stagione 1975, Pilas con la sua squadra vinse il campionato 1976, sconfiggendo in finale i Minnesota Kicks, incontro che non giocò.

## Palmarès

### Club
- National Soccer League: 1

Toronto Croatia: 1971
- Campionato NASL: 1

Toronto Metros-Croatia: 1976